# Святилище Венеры-Клоакины
Святилище Венеры-Клоакины (лат. Venus Cloacina, Венеры-Очистительницы) — некогда место почитания Венеры на римском форуме.
Святилище было расположено в южной стороне базилики Эмилия. Согласно Плинию, на этом месте проводилась церемония очищения римлян и сабинян после похищения сабинянок.
На сегодняшний день сохранилось лишь мраморное основание святилища. По изображению на монете был реконструирован вид сооружения: оно представляло собой округлую стену и балюстраду, окружавшую две статуи.